# Ayase Ueda
Ayase Ueda (上田綺世?, Ueda Ayase; Mito, 28 agosto 1998) è un calciatore giapponese, attaccante del Feyenoord e della nazionale giapponese.

## Biografia
Suo padre Akira era un calciatore, gli ha trasmesso la passione per il calcio. Ayase si è iscritto nel liceo Kashima Gakuen della prefettura di Ibaraki, sebbene concluse le scuole medie desiderasse aderire a una squadra giovanile attiva nel professionismo, non essendoci riuscito per via del suo fisico ancora poco sviluppato. Finito il liceo è entrato all'Università Hosei, giocando nella loro squadra di calcio, contribuendo a portarla alla vittoria della 67ª edizione del campionato universitario, lascia la squadra prematuramente per dedicarsi attivamente al professionismo benché riesca comunque a laurearsi nel 2020. Nel febbraio 2022 annuncia il suo matrimonio con la modella Yufu Natsuki.

## Caratteristiche tecniche
È un centravanti, di piede destro, veloce e abile nel finalizzare l'azione. Può segnare usando entrambi i piedi, è capace di avvalersi anche colpo di testa, inoltre è un abile rigorista. Efficace nelle conclusioni dalla lunga distanza, si distingue sia per capacità di smarcarsi che per il buon senso della posizione.

## Carriera

### Club

#### Kashima Antlers
La sua carriera da calciatore professionista ha inizio militando nel Kashima Antlers, nel 2019 debuttando nella Coppa dell'Imperatore nella vittoria per 1-0 contro il Briobecca Urayasu. Sempre nello stesso anno segnerà la sua prima rete in J1 League contro lo Yokohama Marinos consegnando la vittoria con il gol del 2-1, e sarà autore della sua prima doppietta in campionato prevalendo per 4-0 contro lo Shimizu S-Pulse. Nella stagione successiva sarà in grado di mettere a segno una doppietta in ben tre partite: vincendo per 4-2 contro lo Yokohama Marinos, per 4-0 contro l'Urawa Reds e per 2-0 contro lo Shimizu S-Pulse.

#### Cercle Bruges
Il 1º luglio 2022 viene acquistato dal Cercle Bruges. Durante il campionato segna 18 gol, riesce a fare una rete battendo per 5-1 il KAS Eupen, è stato in grado di fare un gol sia al Zulte Waregem che al Gent vincendo entrambe le partite per 3-2, segna una rete vincendo con il risultato di 2-1 sia contro il OH Lovanio che contro l'Ostenda, inoltre il suo gol decide la vittoria per 1-0 contro il Sint-Truiden, è autore di una doppietta vincendo per 4-1 contro il Charleroi e per 3-1 contro il Seraing. Durante le partite per la qualificazione alla UEFA Conference League il Cercle Bruges manca l'obiettivo, Ueda nelle partite di qualificazione segna una doppietta battendo il Westerlo per 5-3 inoltre riesce a fare il gol del 4-0 sconfiggendo lo Standard Liegi.

#### Feyenoord
Il 3 agosto 2023 viene acquistato dal Feyenoord. Segna il suo primo gol nella schiacciante vittoria contro l'Utrecht per 5-1, realizza una sia contro l'Heerenveen che contro il N.E.C. vincendo per 3-2 entrambe le partite, riesce a segnare il gol del 3-1 battendo il Go Ahead Eagles, sigla una rete pure contro il Zwolle nel successo per 5-0. 
Il 23 ottobre 2024 segna un gol contro il Benfica in una partita di Champions League vincendo per 3-1,mentre il 22 gennaio 2025 sigla la rete del 3-0 battendo il Bayern Monaco.

### Nazionale
Viene convocato per giocare con la Nazionale del Giappone Under-21 nell'edizione 2018 del Torneo di Tolone segnando due gol nella vittoria per 3-2 contro il Portogallo. Giocherà con la Nazionale Under-23 ai giochi asiatici ottenendo l'argento, con un rigore trasformato regala la vittoria su 1-0 contro la Malesia agli ottavi di finale, in semifinale segnerà il gol che permetterà al Giappone di vincere di misura per 1-0 contro gli Emirati Arabi Uniti accedendo così alla finale contro la Cored del Sud, dove Ueda segnerà una rete che però sarà ininfluente dato che il Giappone perderà per 2-1.
Trascninerà nel 2019 la nazionale alla vittoria dell'oro alle Universiade segnando una doppietta contro l'Argentina nella vittoria per 3-0, in semifinale con l'Italia la partita finirà 3-3 e ai rigori sarà il Giappone a prevalere per 5-4, Ueda segnerà uno dei rigori vincenti, accedendo alla finale contro il Brasile dove Ueda sarà autore di tre gol nella vittoria per 4-1.
Ottiene la convocazione alle Olimpiadi, ai Giochi di Tokyo militando nella Nazionale olimpica, nel pareggio contro la Nuova Zelanda la partita si concluderà ai rigori dove il Giappone vincerà per 4-2, il primo gol per il Giappone viene segnato da Ueda.
Ha esordito con la nazionale maggiore alla Copa América 2019. Il suo primo gol con la squadra invece lo segna in amichevole nel 2023 nella vittoria per 6-0 contto l'El Salvador, con un calcio di rigore, mentre il secondo gol riesce a segnarlo nell'amichevole successiva sconfiggendo per 4-1 la Germania.
Il 1º gennaio 2024 viene convocato per la Coppa d'Asia 2023 dove segna quattro gol: il primo con la rete del 4-2 battendo il Vietnam, poi è autore di una doppietta sconfiggendo per 3-1 l'Indonesia e infine con lo stesso risultato si conclude la partita vinta contro il Bahrein dove Ueda segna l'ultimo gol nella coppa continentale.

## Statistiche

### Presenze e reti nei club
Statistiche aggiornate al 12 febbraio 2025.
| Stagione               | Club                   | Campionato             | Campionato | Campionato | Coppe nazionali | Coppe nazionali | Coppe nazionali | Coppe continentali | Coppe continentali | Coppe continentali | Supercoppe | Supercoppe | Supercoppe | Totale | Totale |
| Stagione               | Club                   | Comp                   | Pres       | Reti       | Comp            | Pres            | Reti            | Comp               | Pres               | Reti               | Comp       | Pres       | Reti       | Pres   | Reti   |
| ---------------------- | ---------------------- | ---------------------- | ---------- | ---------- | --------------- | --------------- | --------------- | ------------------ | ------------------ | ------------------ | ---------- | ---------- | ---------- | ------ | ------ |
| 2019                   | Hosei Daigaku          | -                      | -          | -          | CI              | 1               | 0               | -                  | -                  | -                  | -          | -          | -          | 1      | 0      |
| 2019                   | Kashima Antlers        | J1                     | 13         | 4          | CdL+CI          | 2+0             | 0               | ACL                | 2                  | 0                  | -          | -          | -          | 17     | 4      |
| 2020                   | Kashima Antlers        | J1                     | 26         | 10         | CdL             | 1               | 0               | -                  | -                  | -                  | -          | -          | -          | 27     | 10     |
| 2021                   | Kashima Antlers        | J1                     | 29         | 14         | CdL+CI          | 4+3             | 2+3             | -                  | -                  | -                  | -          | -          | -          | 36     | 19     |
| gen.-giu. 2022         | Kashima Antlers        | J1                     | 18         | 10         | CdL+CI          | 4+1             | 3+1             | -                  | -                  | -                  | -          | -          | -          | 23     | 14     |
| Totale Kashima Antlers | Totale Kashima Antlers | Totale Kashima Antlers | 86         | 38         |                 | 15              | 9               |                    | 2                  | 0                  |            | -          | -          | 103    | 47     |
| 2022-2023              | Cercle Bruges          | D1                     | 34+6       | 18+4       | CB              | 2               | 1               | -                  | -                  | -                  | -          | -          | -          | 42     | 23     |
| Totale Cercle Bruges   | Totale Cercle Bruges   | Totale Cercle Bruges   | 40         | 22         |                 | 2               | 1               |                    | -                  | -                  |            | -          | -          | 42     | 23     |
| 2023-2024              | Feyenoord              | E                      | 26         | 5          | CO              | 4               | 0               | UCL+UEL            | 5+2                | 0                  | -          | -          | -          | 37     | 5      |
| 2024-2025              | Feyenoord              | E                      | 12         | 3          | CO              | 1               | 0               | UCL                | 7                  | 2                  | SO         | 1          | 0          | 21     | 5      |
| Totale Feyenoord       | Totale Feyenoord       | Totale Feyenoord       | 38         | 8          |                 | 5               | 0               |                    | 14                 | 2                  |            | 1          | 0          | 58     | 10     |
| Totale carriera        | Totale carriera        | Totale carriera        | 164        | 68         |                 | 23              | 10              |                    | 16                 | 2                  |            | 1          | 0          | 204    | 80     |

### Cronologia presenze e reti in nazionale
| Cronologia completa delle presenze e delle reti in nazionale ― Giappone | Cronologia completa delle presenze e delle reti in nazionale ― Giappone | Cronologia completa delle presenze e delle reti in nazionale ― Giappone | Cronologia completa delle presenze e delle reti in nazionale ― Giappone | Cronologia completa delle presenze e delle reti in nazionale ― Giappone | Cronologia completa delle presenze e delle reti in nazionale ― Giappone | Cronologia completa delle presenze e delle reti in nazionale ― Giappone | Cronologia completa delle presenze e delle reti in nazionale ― Giappone |
| Data                                                                    | Città                                                                   | In casa                                                                 | Risultato                                                               | Ospiti                                                                  | Competizione                                                            | Reti                                                                    | Note                                                                    |
| ----------------------------------------------------------------------- | ----------------------------------------------------------------------- | ----------------------------------------------------------------------- | ----------------------------------------------------------------------- | ----------------------------------------------------------------------- | ----------------------------------------------------------------------- | ----------------------------------------------------------------------- | ----------------------------------------------------------------------- |
| 18-6-2019                                                               | San Paolo                                                               | Giappone                                                                | 0 – 4                                                                   | Cile                                                                    | Coppa America 2019 - 1º turno                                           | -                                                                       | 79’                                                                     |
| 21-6-2019                                                               | Porto Alegre                                                            | Uruguay                                                                 | 2 – 2                                                                   | Giappone                                                                | Coppa America 2019 - 1º turno                                           | -                                                                       | 67’                                                                     |
| 25-6-2019                                                               | Belo Horizonte                                                          | Ecuador                                                                 | 1 – 1                                                                   | Giappone                                                                | Coppa America 2019 - 1º turno                                           | -                                                                       | 66’                                                                     |
| 10-12-2019                                                              | Busan                                                                   | Cina                                                                    | 1 – 2                                                                   | Giappone                                                                | Coppa dell'Asia orientale 2019                                          | -                                                                       |                                                                         |
| 14-12-2019                                                              | Busan                                                                   | Giappone                                                                | 5 – 0                                                                   | Hong Kong                                                               | Coppa dell'Asia orientale 2019                                          | -                                                                       | 84’                                                                     |
| 18-12-2019                                                              | Busan                                                                   | Corea del Sud                                                           | 1 – 0                                                                   | Giappone                                                                | Coppa dell'Asia orientale 2019                                          | -                                                                       |                                                                         |
| 24-3-2022                                                               | Sydney                                                                  | Australia                                                               | 0 – 2                                                                   | Giappone                                                                | Qual. Mondiali 2022                                                     | -                                                                       | 64’                                                                     |
| 29-3-2022                                                               | Saitama                                                                 | Giappone                                                                | 1 – 1                                                                   | Vietnam                                                                 | Qual. Mondiali 2022                                                     | -                                                                       |                                                                         |
| 10-6-2022                                                               | Kobe                                                                    | Giappone                                                                | 4 – 1                                                                   | Ghana                                                                   | Amichevole                                                              | -                                                                       | 80’                                                                     |
| 27-9-2022                                                               | Düsseldorf                                                              | Giappone                                                                | 0 – 0                                                                   | Ecuador                                                                 | Amichevole                                                              | -                                                                       | 46’                                                                     |
| 17-11-2022                                                              | Dubai                                                                   | Giappone                                                                | 1 – 2                                                                   | Canada                                                                  | Amichevole                                                              | -                                                                       | 46’                                                                     |
| 27-11-2022                                                              | Al Rayyan                                                               | Giappone                                                                | 0 – 1                                                                   | Costa Rica                                                              | Mondiali 2022 - 1º turno                                                | -                                                                       | 46’                                                                     |
| 24-3-2023                                                               | Tokyo                                                                   | Giappone                                                                | 1 – 1                                                                   | Uruguay                                                                 | Amichevole                                                              | -                                                                       | 61’                                                                     |
| 28-3-2023                                                               | Ōsaka                                                                   | Giappone                                                                | 1 – 2                                                                   | Colombia                                                                | Amichevole                                                              | -                                                                       | 46’                                                                     |
| 15-6-2023                                                               | Toyota                                                                  | Giappone                                                                | 6 – 0                                                                   | El Salvador                                                             | Amichevole                                                              | 1                                                                       | 65’                                                                     |
| 9-9-2023                                                                | Wolfsburg                                                               | Germania                                                                | 1 – 4                                                                   | Giappone                                                                | Amichevole                                                              | 1                                                                       | 59’                                                                     |
| 17-10-2023                                                              | Kōbe                                                                    | Giappone                                                                | 2 – 0                                                                   | Tunisia                                                                 | Amichevole                                                              | -                                                                       | 46’                                                                     |
| 16-11-2023                                                              | Suita                                                                   | Giappone                                                                | 5 – 0                                                                   | Birmania                                                                | Qual. Mondiali 2026                                                     | 3                                                                       | 66’                                                                     |
| 21-11-2023                                                              | Gedda                                                                   | Siria                                                                   | 0 – 5                                                                   | Giappone                                                                | Qual. Mondiali 2026                                                     | 2                                                                       | 66’                                                                     |
| 14-1-2024                                                               | Doha                                                                    | Giappone                                                                | 4 – 2                                                                   | Vietnam                                                                 | Coppa d'Asia 2023 - 1º turno                                            | 1                                                                       | 46’                                                                     |
| 19-1-2024                                                               | Al Rayyan                                                               | Iraq                                                                    | 2 – 1                                                                   | Giappone                                                                | Coppa d'Asia 2023 - 1º turno                                            | -                                                                       | 61’                                                                     |
| 24-1-2024                                                               | Doha                                                                    | Giappone                                                                | 3 – 1                                                                   | Indonesia                                                               | Coppa d'Asia 2023 - 1º turno                                            | 2                                                                       |                                                                         |
| 31-1-2024                                                               | Doha                                                                    | Bahrein                                                                 | 1 – 3                                                                   | Giappone                                                                | Coppa d'Asia 2023 - Ottavi di finale                                    | 1                                                                       | 80’                                                                     |
| 3-2-2024                                                                | Al Rayyan                                                               | Iran                                                                    | 2 – 1                                                                   | Giappone                                                                | Coppa d'Asia 2023 - Quarti di finale                                    | -                                                                       | 48’                                                                     |
| 21-3-2024                                                               | Tokyo                                                                   | Giappone                                                                | 1 – 0                                                                   | Corea del Nord                                                          | Qual. Mondiali 2026                                                     | -                                                                       | 81’                                                                     |
| 11-6-2024                                                               | Hiroshima                                                               | Giappone                                                                | 5 – 0                                                                   | Siria                                                                   | Qual. Mondiali 2026                                                     | 1                                                                       |                                                                         |
| 5-9-2024                                                                | Saitama                                                                 | Giappone                                                                | 7 – 0                                                                   | Cina                                                                    | Qual. Mondiali 2026                                                     | -                                                                       | 79’                                                                     |
| 10-9-2024                                                               | Riffa                                                                   | Bahrein                                                                 | 0 – 5                                                                   | Giappone                                                                | Qual. Mondiali 2026                                                     | 2                                                                       | 65’                                                                     |
| 10-10-2024                                                              | Gedda                                                                   | Arabia Saudita                                                          | 0 – 2                                                                   | Giappone                                                                | Qual. Mondiali 2026                                                     | -                                                                       | 76’                                                                     |
| 15-10-2024                                                              | Saitama                                                                 | Giappone                                                                | 1 – 1                                                                   | Australia                                                               | Qual. Mondiali 2026                                                     | -                                                                       | 83’                                                                     |
| 20-3-2025                                                               | Saitama                                                                 | Giappone                                                                | 2 – 0                                                                   | Bahrein                                                                 | Qual. Mondiali 2026                                                     | -                                                                       | 86’                                                                     |
| Totale                                                                  |                                                                         | Presenze                                                                | 31                                                                      |                                                                         | Reti (21º posto)                                                        | 14                                                                      |                                                                         |

| Cronologia completa delle presenze e delle reti in nazionale ― Giappone Olimpica | Cronologia completa delle presenze e delle reti in nazionale ― Giappone Olimpica | Cronologia completa delle presenze e delle reti in nazionale ― Giappone Olimpica | Cronologia completa delle presenze e delle reti in nazionale ― Giappone Olimpica | Cronologia completa delle presenze e delle reti in nazionale ― Giappone Olimpica | Cronologia completa delle presenze e delle reti in nazionale ― Giappone Olimpica | Cronologia completa delle presenze e delle reti in nazionale ― Giappone Olimpica | Cronologia completa delle presenze e delle reti in nazionale ― Giappone Olimpica |
| Data                                                                             | Città                                                                            | In casa                                                                          | Risultato                                                                        | Ospiti                                                                           | Competizione                                                                     | Reti                                                                             | Note                                                                             |
| -------------------------------------------------------------------------------- | -------------------------------------------------------------------------------- | -------------------------------------------------------------------------------- | -------------------------------------------------------------------------------- | -------------------------------------------------------------------------------- | -------------------------------------------------------------------------------- | -------------------------------------------------------------------------------- | -------------------------------------------------------------------------------- |
| 22-7-2021                                                                        | Chōfu                                                                            | Giappone                                                                         | 1 – 0                                                                            | Sudafrica                                                                        | Olimpiadi 2020 - 1º turno                                                        | -                                                                                | 72’                                                                              |
| 25-7-2021                                                                        | Saitama                                                                          | Giappone                                                                         | 2 – 1                                                                            | Messico                                                                          | Olimpiadi 2020 - 1º turno                                                        | -                                                                                | 80’                                                                              |
| 28-7-2021                                                                        | Yokohama                                                                         | Francia                                                                          | 0 – 4                                                                            | Giappone                                                                         | Olimpiadi 2020 - 1º turno                                                        | -                                                                                |                                                                                  |
| 31-7-2021                                                                        | Kashima                                                                          | Giappone                                                                         | 0 – 0 dts (4 – 2 dtr)                                                            | Nuova Zelanda                                                                    | Olimpiadi 2020 - Quarti di finale                                                | -                                                                                | 69’                                                                              |
| 3-8-2021                                                                         | Saitama                                                                          | Giappone                                                                         | 0 – 1 dts                                                                        | Spagna                                                                           | Olimpiadi 2020 - Semifinale                                                      | -                                                                                | 65’                                                                              |
| 6-8-2021                                                                         | Saitama                                                                          | Messico                                                                          | 3 – 1                                                                            | Giappone                                                                         | Olimpiadi 2020 - Finale 3º posto                                                 | -                                                                                | 63’ 80’                                                                          |
| Totale                                                                           |                                                                                  | Presenze                                                                         | 6                                                                                |                                                                                  | Reti                                                                             | 0                                                                                |                                                                                  |

| Cronologia completa delle presenze e delle reti in nazionale ― Giappone under 23 | Cronologia completa delle presenze e delle reti in nazionale ― Giappone under 23 | Cronologia completa delle presenze e delle reti in nazionale ― Giappone under 23 | Cronologia completa delle presenze e delle reti in nazionale ― Giappone under 23 | Cronologia completa delle presenze e delle reti in nazionale ― Giappone under 23 | Cronologia completa delle presenze e delle reti in nazionale ― Giappone under 23 | Cronologia completa delle presenze e delle reti in nazionale ― Giappone under 23 | Cronologia completa delle presenze e delle reti in nazionale ― Giappone under 23 |
| Data                                                                             | Città                                                                            | In casa                                                                          | Risultato                                                                        | Ospiti                                                                           | Competizione                                                                     | Reti                                                                             | Note                                                                             |
| -------------------------------------------------------------------------------- | -------------------------------------------------------------------------------- | -------------------------------------------------------------------------------- | -------------------------------------------------------------------------------- | -------------------------------------------------------------------------------- | -------------------------------------------------------------------------------- | -------------------------------------------------------------------------------- | -------------------------------------------------------------------------------- |
| 21-3-2018                                                                        | Asunción                                                                         | Cile under 23                                                                    | 2 – 0                                                                            | Giappone under 23                                                                | Amichevole                                                                       | -                                                                                | 55’                                                                              |
| 23-3-2018                                                                        | Asunción                                                                         | Venezuela under 23                                                               | 3 – 3 (1 – 4 dtr)                                                                | Giappone under 23                                                                | Amichevole                                                                       | -                                                                                | 77’                                                                              |
| 25-3-2018                                                                        | Asunción                                                                         | Paraguay under 23                                                                | 2 – 1                                                                            | Giappone under 23                                                                | Amichevole                                                                       | -                                                                                | 80’                                                                              |
| 28-5-2018                                                                        | Vitrolles                                                                        | Turchia under 23                                                                 | 2 – 1                                                                            | Giappone under 23                                                                | Torneo di Tolone 2018 - 1º turno                                                 | -                                                                                | 78’                                                                              |
| 31-5-2018                                                                        | Vitrolles                                                                        | Giappone under 23                                                                | 3 – 2                                                                            | Portogallo under 23                                                              | Torneo di Tolone 2018 - 1º turno                                                 | 2                                                                                | 67’                                                                              |
| 3-6-2018                                                                         | Fos-sur-Mer                                                                      | Giappone under 23                                                                | 1 – 1                                                                            | Canada under 23                                                                  | Torneo di Tolone 2018 - 1º turno                                                 | -                                                                                | 46’                                                                              |
| 7-6-2018                                                                         | Carnoux-en-Provence                                                              | Giappone under 23                                                                | 1 – 0                                                                            | Togo under 23                                                                    | Torneo di Tolone 2018 - Play-off 7º posto                                        | -                                                                                | 58’                                                                              |
| 14-8-2018                                                                        | Cikarang                                                                         | Giappone under 23                                                                | 1 – 0                                                                            | Nepal under 23                                                                   | XVIII Giochi asiatici                                                            | -                                                                                | 73’                                                                              |
| 14-8-2018                                                                        | Cikarang                                                                         | Giappone under 23                                                                | 0 – 1                                                                            | Vietnam under 23                                                                 | XVIII Giochi asiatici                                                            | -                                                                                | 80’                                                                              |
| 24-8-2018                                                                        | Bekasi                                                                           | Malaysia under 23                                                                | 0 – 1                                                                            | Giappone under 23                                                                | XVIII Giochi asiatici                                                            | 1                                                                                | 76’                                                                              |
| 27-8-2018                                                                        | Palembang                                                                        | Arabia Saudita under 23                                                          | 1 – 2                                                                            | Giappone under 23                                                                | XVIII Giochi asiatici                                                            | -                                                                                | 83’                                                                              |
| 29-8-2018                                                                        | Cibinong                                                                         | Giappone under 23                                                                | 1 – 0                                                                            | Emirati Arabi Uniti under 23                                                     | XVIII Giochi asiatici                                                            | 1                                                                                | 64’                                                                              |
| 1-9-2018                                                                         | Cibinong                                                                         | Corea del Sud under 23                                                           | 2 – 1 dts                                                                        | Giappone under 23                                                                | XVIII Giochi asiatici                                                            | 1                                                                                |                                                                                  |
| 14-11-2018                                                                       | Dubai                                                                            | Uzbekistan under 23                                                              | 2 – 2                                                                            | Giappone under 23                                                                | Amichevole                                                                       | -                                                                                | 81’                                                                              |
| 17-11-2018                                                                       | Dubai                                                                            | Giappone under 23                                                                | 5 – 0                                                                            | Kuwait under 23                                                                  | Amichevole                                                                       | 3                                                                                | 78’                                                                              |
| 20-11-2018                                                                       | Dubai                                                                            | Emirati Arabi Uniti under 23                                                     | 1 – 1                                                                            | Giappone under 23                                                                | Amichevole                                                                       | 1                                                                                | 46’                                                                              |
| 22-3-2019                                                                        | Yangon                                                                           | Giappone under 23                                                                | 8 – 0                                                                            | Macao under 23                                                                   | Qualificazioni Coppa d'Asia AFC Under-23 2020                                    | 3                                                                                | 46’                                                                              |
| 24-3-2019                                                                        | Yangon                                                                           | Timor Est under 23                                                               | 0 – 6                                                                            | Giappone under 23                                                                | Qualificazioni Coppa d'Asia AFC Under-23 2020                                    | 1                                                                                | 69’                                                                              |
| 26-3-2019                                                                        | Yangon                                                                           | Giappone under 23                                                                | 7 – 0                                                                            | Birmania under 23                                                                | Qualificazioni Coppa d'Asia AFC Under-23 2020                                    | -                                                                                | 46’                                                                              |
| 6-9-2019                                                                         | Celaya                                                                           | Messico under 23                                                                 | 0 – 0                                                                            | Giappone under 23                                                                | Amichevole                                                                       | -                                                                                | 57’                                                                              |
| 9-9-2019                                                                         | Chula Vista                                                                      | Stati Uniti under 23                                                             | 2 – 0                                                                            | Giappone under 23                                                                | Amichevole                                                                       | -                                                                                | 61’                                                                              |
| 17-11-2019                                                                       | Hiroshima                                                                        | Giappone under 23                                                                | 0 – 2                                                                            | Colombia under 23                                                                | Amichevole                                                                       | -                                                                                | 46’                                                                              |
| 9-1-2020                                                                         | Rangsit                                                                          | Giappone under 23                                                                | 1 – 2                                                                            | Arabia Saudita under 23                                                          | Coppa d'Asia AFC Under-23 2020                                                   | -                                                                                | 72’                                                                              |
| 12-1-2020                                                                        | Rangsit                                                                          | Siria under 23                                                                   | 2 – 1                                                                            | Giappone under 23                                                                | Coppa d'Asia AFC Under-23 2020                                                   | -                                                                                |                                                                                  |
| 5-6-2021                                                                         | Fukuoka                                                                          | Giappone under 23                                                                | 6 – 0                                                                            | Ghana under 23                                                                   | Amichevole                                                                       | 1                                                                                | 67’                                                                              |
| 12-6-2021                                                                        | Toyota                                                                           | Giappone under 23                                                                | 4 – 0                                                                            | Giamaica under 23                                                                | Amichevole                                                                       | 1                                                                                | 46’                                                                              |
| 17-7-2021                                                                        | Kōbe                                                                             | Giappone under 23                                                                | 1 – 1                                                                            | Spagna under 23                                                                  | Amichevole                                                                       | -                                                                                | 67’                                                                              |
| Totale                                                                           |                                                                                  | Presenze                                                                         | 27                                                                               |                                                                                  | Reti                                                                             | 15                                                                               |                                                                                  |

## Palmarès

### Club

#### Competizioni nazionali
- Coppa dei Paesi Bassi: 1

Feyenoord: 2023-2024
- Supercoppa dei Paesi Bassi: 1

Feyenoord: 2024

### Nazionale
- Giochi asiatici: 1

2018
- Universiade: 1

2019